# To the Moon and Back
"To the Moon and Back" är en singel av Savage Garden, utgiven 1996. Den återfinns med på deras debutalbum Savage Garden.
Låten låg en vecka på Billboard Hot 100 i USA. I Storbritannien lyckades den inte ta sig in på någon lista.

## Låtförteckning
1. "To the Moon and Back" (Radio Edit)
2. "Santa Monica"
3. "Memories are Designed to Fade"
4. "To the Moon and Back" (Album Version)